# 博里亞納冰川

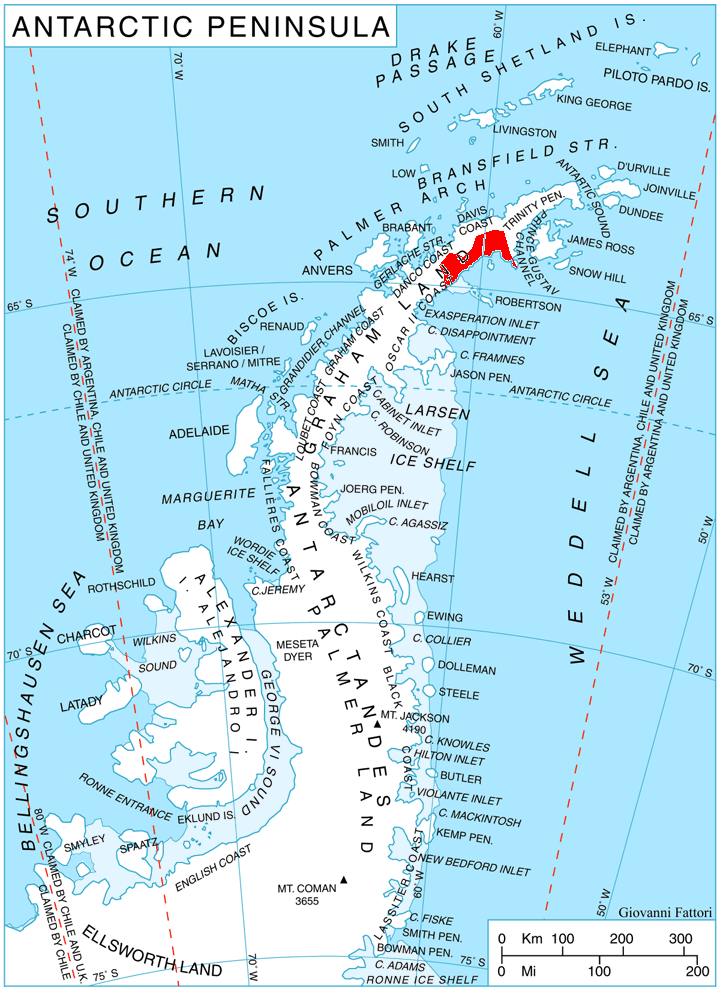

博里亞納冰川是南極洲的冰川，位於葛拉漢地，處於德蘇達瓦冰川西南面，長11公里，最終注入蒙德拉加灣，該冰川以保加利亞東北部城鎮命名。
64°27′40″S 60°14′10″W / 64.46111°S 60.23611°W

## 外部連結
- Boryana Glacier. （页面存档备份，存于） SCAR Composite Antarctic Gazetteer.